# Dawid Janowski
Dawid (David) Markelowicz Janowski (Janowsky) (25 de maig de 1868, Wołkowysk, – 15 de gener de 1927, Ieras) fou un jugador d'escacs polonès, un dels millors jugadors del món a principis del segle xx.
Havia nascut en una família jueva a Wołkowysk, (actualment Belarús, llavors Imperi Rus), va establir-se a París cap al 1890, on visitava habitualment al Café de la Régence, i allà va començar-hi la seva carrera escaquística professional, el 1894.

## Estil de joc
Janowski jugava molt ràpidament, i era conegut com un tàctic molt perillós, que sabia treure molt de rendiment a la parella d'alfils. Capablanca va comentar diverses partides de Janowski amb gran admiració, i en deia: "quan està en forma, és un dels rivals més perillosos amb qui et pots enfrontar". Capablanca comentà que una de les febleses de Janowski era el final, i Janowski li va respondre, simplement, "Detesto els finals". El campió dels Estats Units Frank J. Marshall destacava de Janowski el seu talent i la seva tossuderia. A "Marshall's Best Games of Chess" hi va escriure que "podia seguir el camí equivocat amb més determinació que la que mai he vist en ningú!". Reuben Fine recordava Janowski com un jugador de considerable talent, però a la vegada, com al "mestre de la coartada" pel que fa a les seves derrotes; efectivament, segons ell, les seves derrotes sempre es produïen perquè feia massa fred, o massa calor, o perquè hi havia finestres obertes massa a prop (o massa lluny). Fine també apuntava que Janowski no era massa popular entre els seus a causa del fet que sovint seguia jugant tenaçment posicions evidentment perdudes, amb l'esperança que el rival cometés algun error.

## Resultats destacats en competició
Janowski fou 3r al Torneig de Viena 1898 (Kaiser-Jubiläumsturnier) (rere Siegbert Tarrasch i Harry Pillsbury), empatats al primer lloc. Va guanyar els importants torneigs de Montecarlo 1901 i de Hannover 1902 (per davant de Harry Nelson Pillsbury), i empatà al primer lloc a Viena 1902. Guanyà el quadrangular de París 1902, per davant de Jean Taubenhaus. El mateix any, fou tercer al Torneig de Montecarlo (el campió fou Géza Maróczy). Empatà al primer lloc a Barmen 1905. Al torneig d'Oostende del 1905, empatà al segon lloc ex æquo rere Géza Maróczy i guanyà el premi de bellesa per la seva partida contra Siegbert Tarrasch. En aquesta època, era entre els cinc o sis millors jugadors mundials.
El 1911 va participar al fortíssim Torneig de Sant Sebastià, on hi acabà dotzè (el campió fou Capablanca).

### Resultats individuals contra alguns dels millors jugadors del moment
L'estil de joc de Janowski es mostrà aclapadorament superior contra els mestres més vells, com Wilhelm Steinitz (+5−2), Mikhaïl Txigorin (+17−4=4) i Joseph Henry Blackburne (+6−2=2). De tota manera, va obtenir pitjors resultats contra els jugadors més joves, com Siegbert Tarrasch (+5−9=3), Frank James Marshall (+28−34=18), Akiba Rubinstein (+3−5), Géza Maroczy (+5−10=5) i Carl Schlechter (+13−20=13). Contra els campions mundials va obtenir també resultats molt dolents: Emanuel Lasker (+4−25=7) i José Raúl Capablanca (+1−9=1), tot i que va assolir una puntuació raonable contra Aleksandr Alekhin (+2−4=2).
Janowski va jugar tres matxs contra Emanuel Lasker: dos d'amistosos, el 1909, (+2 -2, i +1 =2 -7) i el matx pel campionat del món d'escacs de 1910 (=3 -8). El més llarg dels matxs del 1909 ha estat considerat per algunes fonts com a vàlid pel campionat del món, però Edward Winter sembla haver conclòs que el títol no estava en joc.

### Emigració i resultats després de la I Guerra Mundial
El juliol-agost de 1914, es trobava jugant el 19è DSB Congress a Mannheim, Alemanya, ocupant la setena posició provisional (+4, =4, -3), quan va esclatar la I Guerra Mundial.
El Torneig de Mannheim fou interromput, i els jugadors que hi eren representant països que acabaven d'entrar en guerra amb Alemanya foren retinguts. Janowski, igualment com Aleksandr Alekhin, fou detingut, però se li va permetre passar a Suïssa després d'un curt període.
Posteriorment, va anar als Estats Units, on hi va residir fins al 1925. Allà, la seva força de joc va disminuir a causa de problemes de salut (estava afectat de tuberculosi), tot i que va compartir el primer lloc amb Oscar Chajes, per davant de José Raúl Capablanca, a Nova York 1916, guanyà a Atlantic City 1921 (8è American Chess Congress) i fou 3r a Lake Hopatcong 1923 (9è American Chess Congress).
En canvi, ocupà la darrera posició al Torneig de Nova York de 1924, i retornà a França, on hi morí el 1927 a conseqüència de la seva malaltia.